# Kareovaans
Kareovaans, ook Kareowaans, is een dialect van het Kavalaans, een Noordelijke taal. Dit dialect wordt zoals het Kavalaans gesproken in het Aziatische land Taiwan door de Kavalanen. Het Kareovaans is uitstervend.

## Classificatie
- Austronesische talen
  - Oost-Formosaanse talen
    - Noordelijke talen
      - Kavalaans
        - Kareovaans

Kareovaans